# Bergadá
El Bergadá (oficialmente en catalán, Berguedà) es una comarca, situada mayoritariamente en la provincia de Barcelona, España, salvo el municipio de Gósol, que pertenece a la provincia de Lérida. Forma parte tanto del Pirineo como de la depresión central catalana.

## Geografía

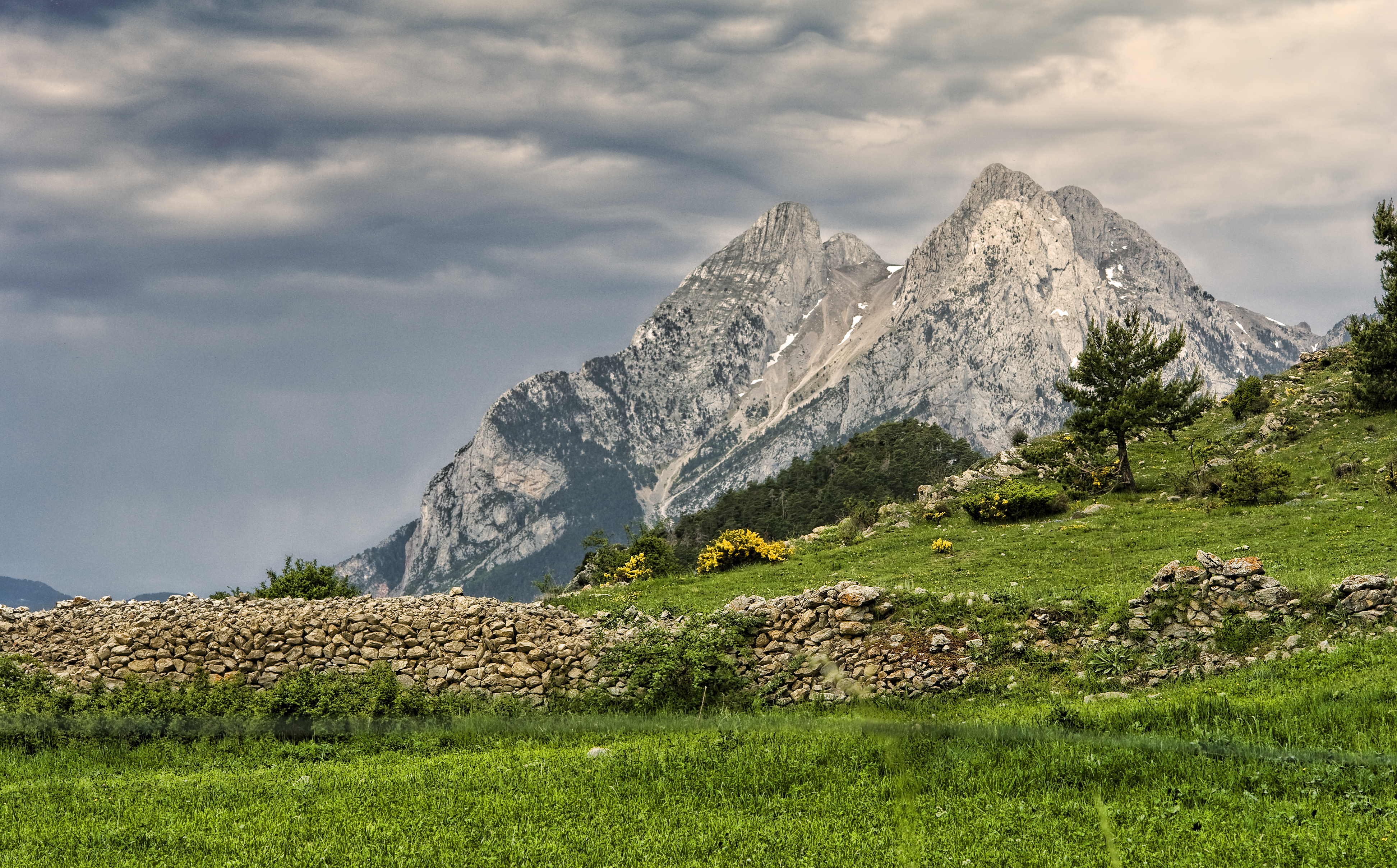
Pico Pedraforca.

La mitad septentrional, conocida como el Alt Berguedà, está constituida por la alta cuenca del río Llobregat y las sierras del Prepirineo. En esta parte encontramos municipios como Castellar de Nuch, La Pobla de Lillet, San Jaime de Frontanya, Bagá, Guardiola de Berga, Gisclareny, Saldes, Gósol, Borredá, San Julián de Cerdañola, Castell del Areny, Castellar del Riu, Serchs, La Nou, Vilada, Vallcebre y Fígols. El límite septentrional, en pleno Pirineo, es una auténtica barrera montañosa, orientada de oeste a este, con cumbres por encima de los 2000 metros, los que separan el Berguedà de la Cerdaña. Encontramos las sierras de Cadí y Moixeró, el Puig d'Alp y Puigllançada. Al sur de estas sierras los ríos han abierto varios valles como el del Llobregat hasta La Pobla de Lillet y Castellar de Nuch, el del río Bagá, el del río Bastareny y el del río Saldes. Al este se encuentran las sierras de Catllarás y Rasos de Tubau. Al oeste las sierras son más elevadas: Sierra del Verde, Ensija, Rasos de Peguera y la emblemática montaña del Pedraforca.
La mitad meridional, conocida como el Baix Berguedà, está situada al norte de la Depresión Central catalana. Hay municipios que se encuentran al inicio del Prepirineo, como Berga, Aviá, Espunyola, Capolat, La Quart y otros que se encuentran plenamente en las llanuras de la depresión central, como Gironella, Puigreig, Olván, Sagás, Caserras, Viver y Serrateix, Montclar, Montmayor y Santa María de Marlés. En esta mitad, y especialmente en Berga, Gironella y Puigreig, se concentra la mayoría de la población de la comarca.

### Clima
El clima del Alto Bergadá es lluvioso y frío, con nieve en invierno en las vertientes más altas. Las precipitaciones medias anuales superan los 1000 mm. con mínimo relativo en el invierno. La vegetación está constituida principalmente por pinares de pino rojo y robles. En los lugares más umbríos hay hayedos y, más raramente, abetos. A partir de los 1700 metros domina el pino negro y por encima de los 2200 metros la vegetación alpina.
La mitad meridional del Berguedà está constituida por relieves poco altos. El clima es mediterráneo con una ligera tendencia continental. Las precipitaciones medias anuales rondan entre los 700 y los 900 mm, con un mínimo en invierno. Las temperaturas medias anuales se sitúan entre los 11º y los 13º, con inviernos fríos y veranos no excesivamente calurosos. La vegetación espontánea está formada por carrascales en los lugares más secos y de suelos pobres, y robledales allí donde llueve más y los suelos son más profundos. En la parte central y occidental suele dominar el roble valenciano, y en la parte más oriental y septentrional el roble martinense. Actualmente hay sobre todo extensiones con pinos negros y rojos con áreas de carrascales y robledales.

## Población
La población del Bergadá siempre ha sido escasa. En 1860 tenía 31 544 habitantes. En los años siguientes fue perdiendo población, llegando en 1887 a un mínimo de 23 257 habitantes. En 1900 se censaron 27 217 habitantes. Desde entonces, aumenta progresivamente: 39 600 habitantes en 1930, 41 938 habitantes en 1950 y 47 953 habitantes en 1960, la máxima población de su historia. A partir de la década de 1960 desciende notablemente. El aumento derivado de la actividad económica de los años anteriores —minería, industrias textiles, explotación forestal, ganadería y agricultura— se detiene por una fuerte crisis, generalizada en la comarca. En 1970 se censan 44 446 habitantes y en 1981 42 152 habitantes.
| Municipio                                          | Habitantes | Municipio                                        | Habitantes |
| -------------------------------------------------- | ---------- | ------------------------------------------------ | ---------- |
| Aviá (Avià)                                        | 2257       | Bagá (Bagà)                                      | 2162       |
| Berga                                              | 16 175     | Borredá (Borredà)                                | 495        |
| Capolat                                            | 93         | Caserras (Casserres)                             | 1528       |
| Castell del Areny (Castell de l'Areny)             | 69         | Castellar de Nuch (Castellar de n'Hug)           | 157        |
| Castellar del Ríu (Castellar del Riu)              | 176        | Serchs (Cercs)                                   | 1183       |
| Espunyola (l'Espunyola)                            | 247        | Fígols                                           | 40         |
| Gironella                                          | 4829       | Gisclareny                                       | 29         |
| Guardiola de Berguedá (Guardiola de Berguedà)      | 897        | Gósol                                            | 228        |
| Montclar                                           | 119        | Montmajor                                        | 471        |
| La Nou de Berguedá (La Nou de Berguedà)            | 151        | Olván (Olvan)                                    | 855        |
| La Pobla de Lillet                                 | 1110       | Puigreig (Puig-reig)                             | 4123       |
| La Quart (La Quar)                                 | 54         | Sagás (Sagàs)                                    | 152        |
| Saldes                                             | 276        | San Jaime de Frontanya (Sant Jaume de Frontanyà) | 27         |
| San Julián de Cerdañola (Sant Julià de Cerdanyola) | 251        | Santa María de Marlés (Santa Maria de Merlès)    | 178        |
| Vallcebre                                          | 254        | Vilada                                           | 430        |
| Viver y Serrateix                                  | 162        |                                                  |            |

## Economía
La actividad económica principal del Bergadá es la industria y la minería, que en los últimos años han sufrido fuertes crisis. Actualmente la actividad industrial se localiza preferentemente entre Berga y Puigreig. La potenciación del eje del Llobregat con la apertura del túnel del Cadí y la mejora generalizada de las carreteras que acceden han mejorado también sus  perspectivas de actividad económica. La agricultura, la ganadería y el aprovechamiento forestal son actividades complementarias. El turismo es un factor de retención demográfica en el Alto Bergadá. Muchas casas de campo se están reconvirtiendo en casas rurales y se han abierto establecimientos de restauración.
Existen dos emisoras de radio municipales. Radio Berga emite desde la capital en la frecuencia del 107.6 de la fm, y Radio Puig-reig, amateur, emite solo los fines de semana y a través de internet. 
En cuanto a la televisión, existen dos canales, los dos ubicados en Berga. Son Canal Català Berga y Televisió del Berguedà. Ninguno de los dos ha obtenido la concesión para emitir en digital por lo cual deberán cesar sus emisiones en breve y reemitir la programación de sus cadenas raíces a través de la tdt. 
En prensa escrita, existe solo una publicación de pago, L'Erol, de contenido cultural, editada trimestralmente por el Àmbit de Recerques del Berguedà. Además, tiene una amplia implantación en la comarca el periódico Regió7, que se edita en Manresa y que dispone de una delegación en Berga, además de un suplemento semanal de distribución específica en la comarca.

## Personas destacadas
- Cayetano Freixa
- Oriol Rosell
- Jaume Farguell
- Aramís Fuster